# ژوزف کانتلوب
ژوزف کانتلوب (فرانسوی: Joseph Canteloube‎; ۲۱ اکتبر ۱۸۷۹ – ۴ نوامبر ۱۹۵۷) آهنگساز کلاسیک و موسیقی‌شناس اهل فرانسه بود. از مشهورترین آثارش سرودهای اوورنی را می‌توان نام برد که مجموعه‌ای از ترانه‌های فولکلور ناحیه اوورنی فرانسه است.